# Gertrud Rünger
Gertrud Juliane Wilhelmine Rünger, auch Gertrude Rünger (* 14. März 1893 in Posen, Deutsches Reich; † 11. Juni 1965 in Berlin-Zehlendorf) war eine deutsche Opernsängerin in der Stimmlage Alt, ab 1935 auch Dramatischer Sopran.

## Leben
Gertrud Rüngers Eltern waren der Feldwebel und spätere Steuerinspektor Wilhelm Rünger (* 1864 Nörenberg, Kr. Saatzig; † 1940 Berlin-Wilmersdorf) und Margaretha Rünger, geb. Wolff (* 1870, Nörenberg; † nach 1940). Sie erhielt ihre Ausbildung bei der Altistin Hertha Dehmlow (* 1878 Königsberg; † 1949 Berlin-Zehlendorf) in Berlin. Obwohl ein erster Auftritt als Waltraute, Floßhilde und erste Norn in einer Vorstellung der Götterdämmerung am Nationaltheater Mannheim im November 1921 durchaus erfolgreich verlief begann sie 1922 zunächst als Chorsängerin am Stadttheater Stralsund. 1923 wechselte sie als Solistin an das Stadttheater Erfurt. 1924 bis 1926 sang sie am Reußischen Theater von Gera, 1926 bis 1928 am Städtischen Theater Magdeburg, 1928/29 am Opernhaus Köln und 1929/30 am Stadttheater Nürnberg.
1930 bis 1935 gehörte sie zum Ensemble der Wiener Staatsoper, wo sie 1931 als Eboli in Don Carlos und 1933 als Lady Macbeth in Macbeth bekannt wurde. 1935 bis 1948 wirkte sie an der Staatsoper Unter den Linden in Berlin. Anfang 1937 war sie an der Metropolitan Opera in New York engagiert, wo sie Brünnhilde in der Walküre und in der Götterdämmerung sowie Fricka in Das Rheingold und Ortrud in Lohengrin darstellte.
Außerdem gastierte sie an den Staatsopern von Dresden, München, Amsterdam, Haag, an der Pariser Oper (1933), in London (Royal Opera House, 1934), Antwerpen (1937–38) und Rom (1939, 1940). 1930 gab sie ihr Debüt bei den Salzburger Festspielen im Rosenkavalier und trat dort bis 1934 jährlich sowie 1938 auf. Seit 1938 gastierte sie wieder regelmäßig an der Wiener Staatsoper, letztmalig im Oktober 1943 als „Elektra“.
Rünger war auch Konzertsängerin tätig. Man schätzte sie vor allem als Wagner-Interpretin. Weitere bedeutende Rollen waren sowohl die Titelheldin als auch die Klytämnestra in Elektra und die Leonore in Fidelio.
Mitte der 1930er Jahre wurde Rünger mit dem Titel Kammersängerin ausgezeichnet. Sie stand 1944 in der Gottbegnadeten-Liste des Reichsministeriums für Volksaufklärung und Propaganda.
Am 3. September 1949 stand sie als Gräfin in Pique Dame das letzte Mal auf der Bühne der Berliner Staatsoper.
Rünger, die in der Nachkriegszeit ihr Vermögen und ihr Haus in Kleinmachnow verloren hatte, gab dann noch Gesangs- und dramatischen Unterricht.
Gertrud Rünger starb 1965 im Alter von 72 Jahren in Berlin und wurde auf dem Friedhof Wilmersdorf beigesetzt.

## Würdigung
„Gertrud Rünger verfügte über eine machtvolle Stimme, reich instrumentiert in allen Lagen und Registern, der ausladenden hohen Lage stand eine volltönende Tiefe gegenüber. Meisterlich verstand sie die Präsentation wichtiger Phrasen. Ihre Stimme klang kernig und körnig, nicht unbedingt weich aber mit rotglühender Wucht im dramatischen Affekt. Damit wirkte sie zumindest in der Zeit ihrer ersten Wiener Tätigkeit, zündend und oft geradezu überwältigend.“

## Tondokumente
Von Gertrud Rünger gibt es lediglich 4 Titel auf Schallplatten:

Grammophon (Auslandslabel: Polydor)

Berlin, 16. Oktober 1935. Mit Orchesterbegleitung.
- Don Carlos (Verdi): Verhängnisvoll war das Geschenk (Bestellnummern: 67072, 15098)
- Macbeth (Verdi): Dieser Fleck kommt immer wieder (67072, 15098)

Berlin, 23. Juni 1936. Orchester der Staatsoper Berlin, Dirigent: Wolfgang Martin.
Mit Julius Patzak (Tenor).
- Der Troubadour (Verdi): Daß noch einmal, noch einmal sie erschiene (67106)
- Der Troubadour: In unsere Heimat kehren wir wieder (67106)

Sämtlich auf CD wiederveröffentlicht: Four famous mezzos of the past. Preiser Records 89977 (Wien 1997).
Von Rüngers Rundfunkaufnahmen sind verfügbar:
- Ariadne auf Naxos. Gesamtaufnahme der ‚Oper‘. Mit Erna Berger, Viorica Ursuleac, Gerturd Rünger (Dryade), Helge Rosvaenge u. a. Dirigent: Clemens Krauss (Reichssender Berlin, 11. Juni 1935). Auf mehreren CD-Labels erhältlich.
- Die Walküre. 2. Akt (2. bis 4. Szene) und 3. Akt. Mit Elisabeth Friedrich, Gertrud Rünger (Brünnhilde), Wilhelm Rode u. a. Dirigent: Wolfgang Brückner. (Reichssender Königsberg, 17. Februar 1938). Preiser Records 90075 (Wien 1991).

In der Edition Wiener Staatsoper live (Koch Schwann 1994/95) finden sich, zumeist kürzere, Mitschnitte von Aufführungen mit Rünger in den Volumes 9, 14, 15 und 16.